# Chiesa di San Martino Vescovo (San Martino di Lupari)
La chiesa di San Martino Vescovo, nota anche con il titolo di duomo, è la parrocchiale di San Martino di Lupari, in provincia di Padova e diocesi di Treviso; fa parte del vicariato di Castello di Godego.

## Storia
Nel 1605 l'originaria parrocchiale luparense venne riedificata; un secolo dopo però si rivelò troppo piccolo a contenere i fedeli e, così, fu ricostruita su disegno di Giorgio Massari.

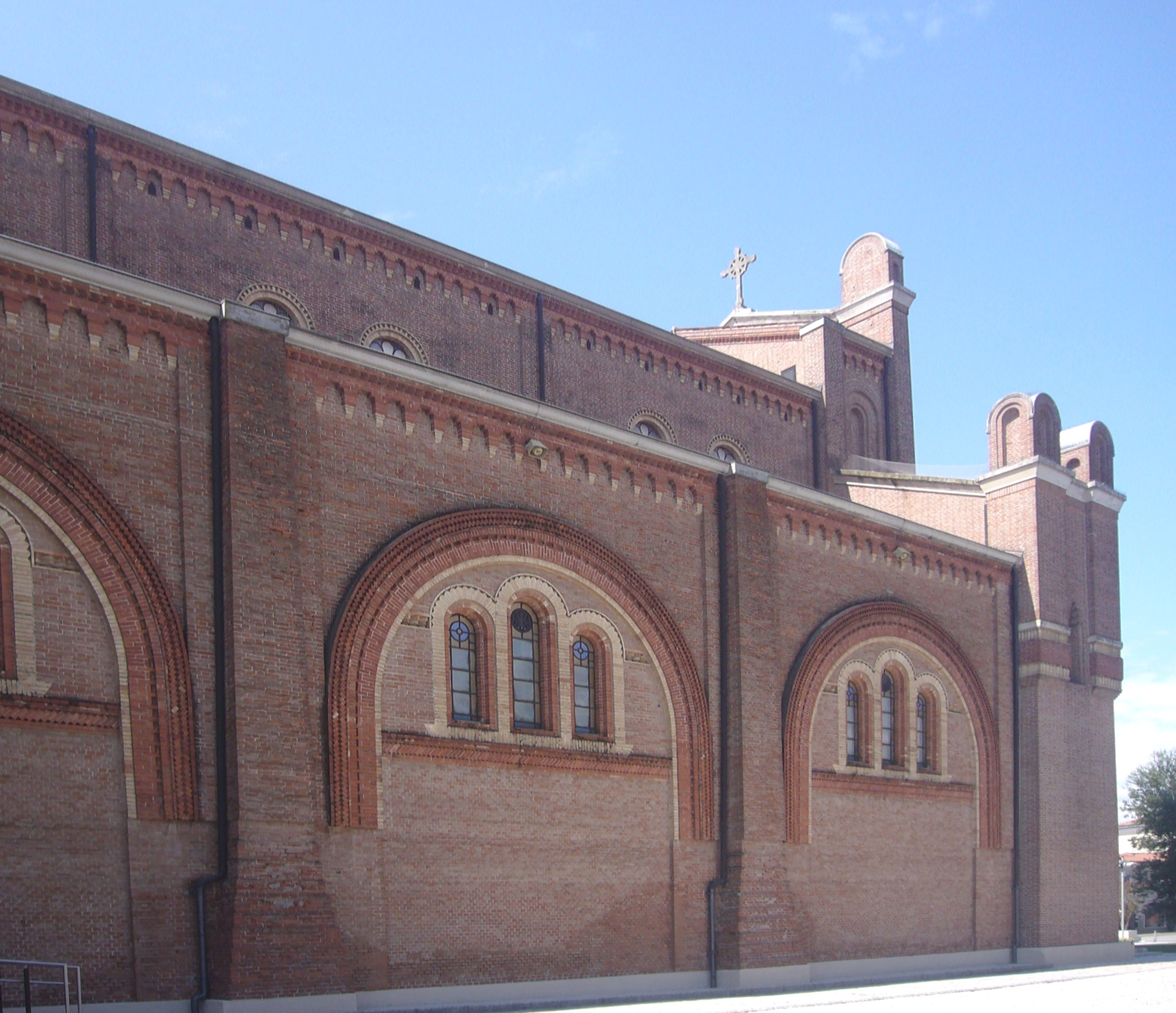
Il fianco orientale

All'inizio del Novecento, però, anche questo luogo di culto divenne insufficiente a soddisfare le esigenze dei fedeli e, così, nell'aprile del 1925 l'arciprete Bernardi iniziò le pratiche per realizzare una nuova chiesa più grande. Il 27 gennaio 1927 l'architetto trevisano Luigi Candiani presentò il progetto e il 19 aprile seguente furono iniziati gli scavi delle fondamenta; l'edificio venne completato alla fine del 1937 e inaugurato nella primavera dell'anno seguente.

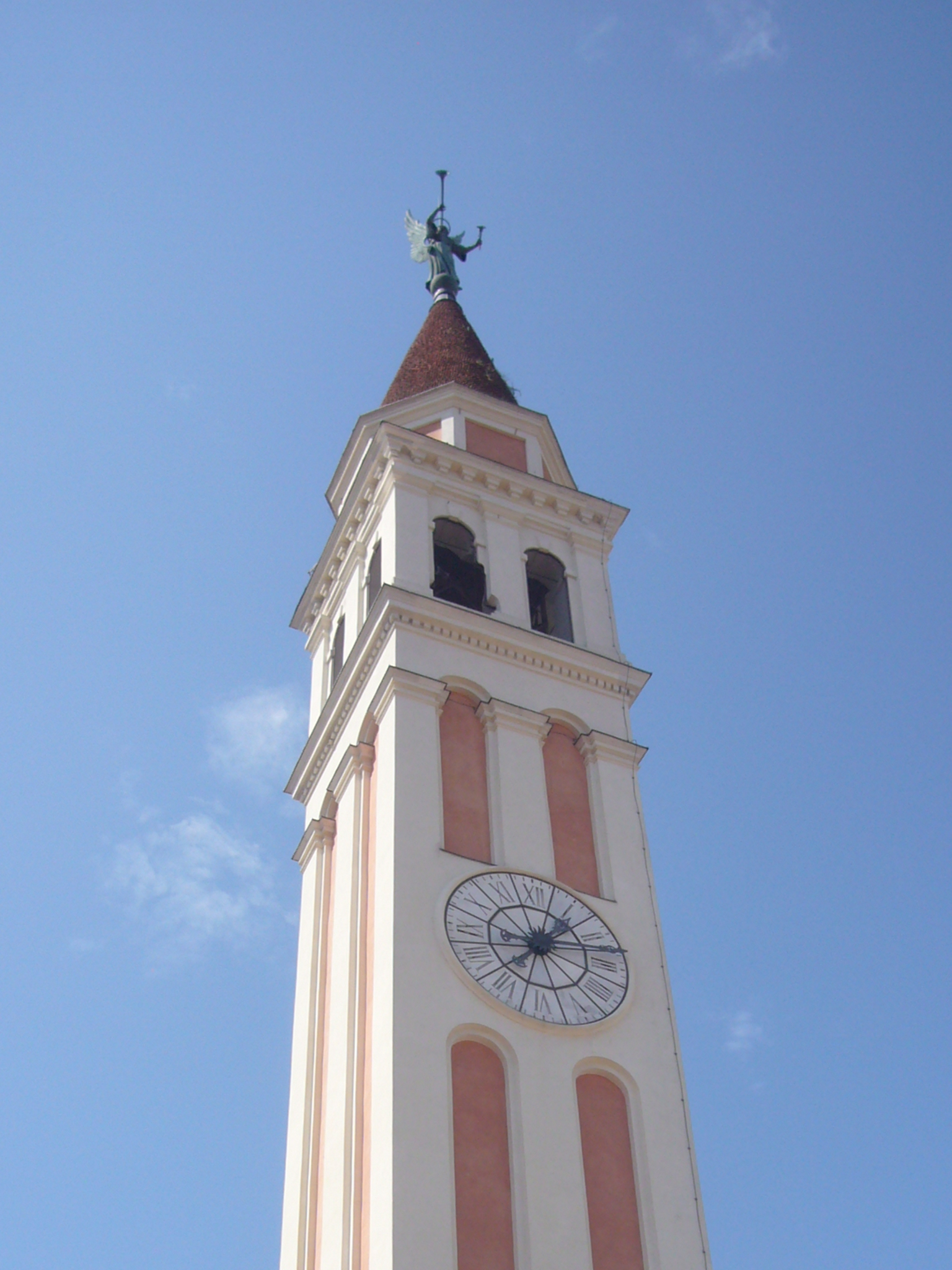
Il campanile

Negli anni ottanta, in ossequio alle norme postconciliari, si provvide a realizzare il nuovo altare rivolto verso l'assemblea e, sempre sul finire di quel secolo, il tetto, che nel tempo era stato soggetto di un progressivo deterioramento che aveva procurato delle infiltrazioni, venne risistemato e ripristinato.

## Descrizione

### Esterno
La facciata a salienti della chiesa, rivolta a settentrione, in mattoni a faccia vista e scandita da grosse paraste, presenta sotto i tre portali d'ingresso e due specchiature, inscritti in archi a sesto acuto e sovrastati da una fila di finestrelle a tutto sesto, e sopra il rosone; sotto le linee degli spioventi vi sono degli archetti pensili.
Il campanile, che s'erge su un alto basamento a scarpa, è ubicato a un centinaio di metri dal duomo, a fianco dell'antica parrocchiale abbandonata; la cella presenta su ogni lato una bifora ed è coronata dalla guglia piramidale poggiante sul tamburo ottagonale.

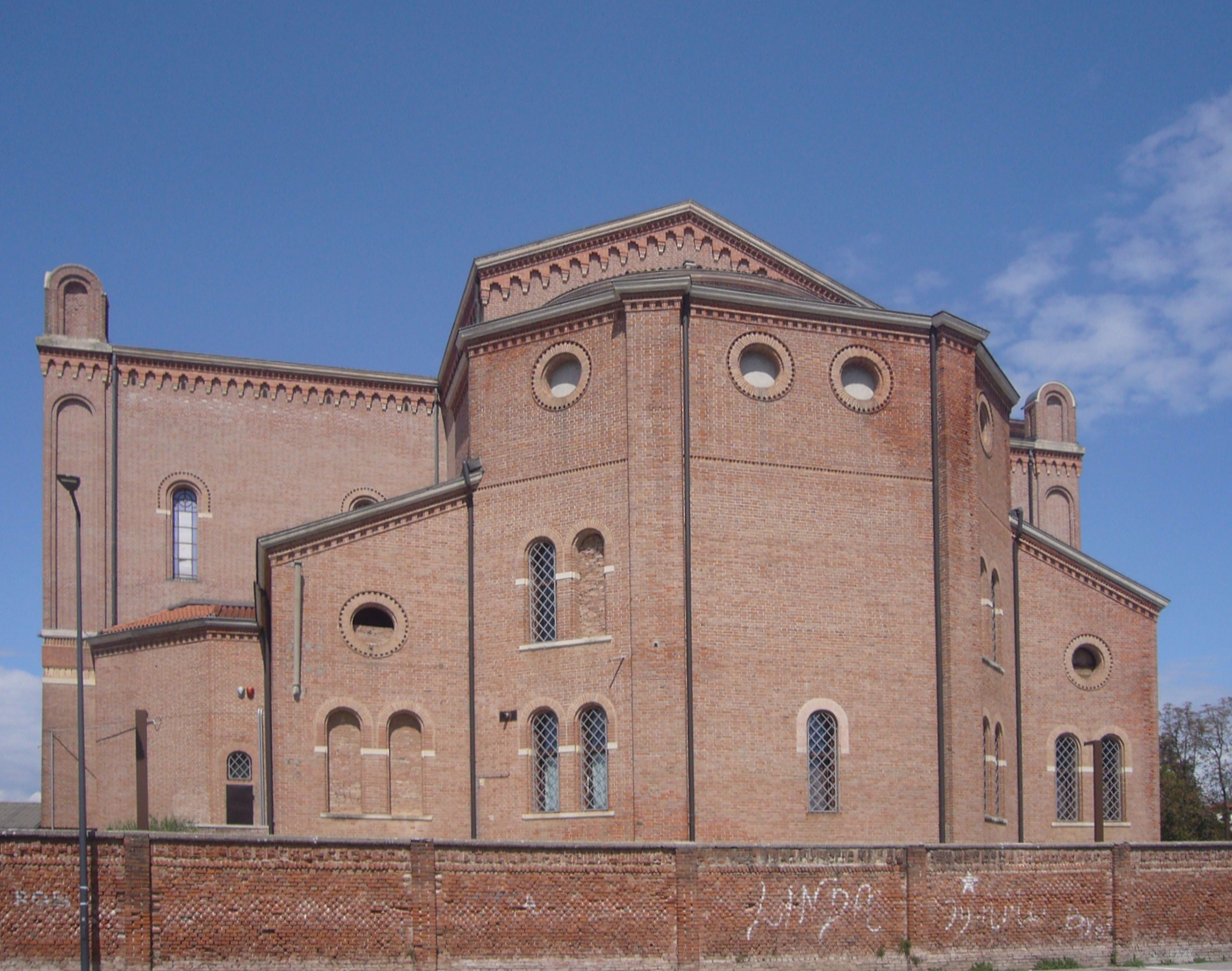
L'abside

### Interno
L'interno dell'edificio è suddiviso da colonne binate in marmo di Verona, concluse da capitelli in pietra d'Istria sorreggenti grandi archi a tutto sesto, in tre navate, coperte da soffitti a cassettoni; al termine dell'aula si sviluppa il presbiterio, rialzato di alcuni gradini, affiancato dalle sacrestie e chiuso dall'abside poligonale.
Qui sono conservate diverse opere di pregio, tra le quali il mosaico con soggetto Cristo Re, composto da Angelo Gatto, l'altare laterale di San Defendente, impreziosito da una sacra reliquia proveniente dalle catacombe di Roma e da una pala dipinta da Pietro Damini, e l'affresco raffigurante il Sacro Cuore di Gesù, eseguito nel biennio 1942-43 dall'emiliano Bruno Saetti.